# Stanisław Barański (1859–1891)
Stanisław Barański (ur. 1859 w Maczkach, w pow. okuskim, zm. 30 czerwca 1891 w Paryżu) – polski działacz socjalistyczny, więzień Cytadeli, przywódca Gminy Narodowo-Socjalistycznej w Paryżu

## Życiorys
Uczył się w III Gimnazjum w Warszawie, gdzie założył kilka kółek socjalistycznych kółek samokształceniowych. Za swoją działalność w 1879 wyrzucony ze szkoły, a następnie w trybie administracyjnym skazany za agitację socjalistyczną z trzy miesięcy twierdzy. Po wyjściu z więzienia przez rok żył pod nadzorem policji. Jako ekstern w 1881 zdał maturę, po czym rozpoczął studia medyczny na Uniwersytecie Warszawskim. W tym czasie nawiązał kontakt z I "Proletariatem". W 1883 jako jeden z przywódców studentów w czasie tzw. aputichtinady został wyrzucony z wilczym biletem z uniwersytetu. Następnie aresztowano go i osadzono najpierw przez sześć miesięcy na  warszawskiej Cytadeli, a następnie na sześć tygodni w więzieniu w Petersburgu. Po wyjściu z niego wyjechał za granicę.
Zamieszkał wówczas od 1884 w Paryżu, gdzie kontynuował studia medyczne. Jednocześnie rozpoczął szerszą działalność polityczną wśród Polaków mieszkających we Francji. Zrażony doktrynerskim stosunkiem przywódców "Proletariatu" do postulatu odbudowy niepodległej Polskich wystąpił wówczas z tej partii. Stał się jednym z czołowych przywódców nurtu w polskim socjalizmie który łączył program narodowy z programem społecznym. Zorganizował grupę im. Stanisława Worcella przy Związku Narodowym Polskim wychowującą młodzież w duchu socjalistycznym. Nawiązał wówczas kontakt a następnie zaprzyjaźnił się z Bolesławem Limanowskim.  Ukoronowaniem tej działalności było założenie w 1888 Gminy Narodowo-Socjalistycznej w Paryżu, której liderem a także redaktorem jej organu prasowego "Pobudka" pozostawał aż do śmierci. Jak wspominał po latach bliski współpracownik Barańskiego, późniejszy znany krytyk literacki Jan Lorentowicz – „temperament rewolucyjny, oswobodzony z oków knutowej legalności, parł go w jednym wyłącznie kierunku: pracy społecznej. Widziano go na wszelkich wiecach polskich. Wszędzie zabierał głos śmiały, jasny i wybitny. Polemistą był wyjątkowo zręcznym i zdolnym; czujnie podchwytywał słabe strony przeciwnika, własne zaś argumenty wysuwał gładko, roztrząsał logicznie, konkludował mocno. Jego nadzwyczajnie piękna, uduchowiona twarz, okolona czarną czupryną, płonęła ogniem, kiedy mówił publicznie... Wybitny dialektyk, świetny, pełen temperamentu mówca, pisarz polityczny pierwszorzędny, wywierał on wielki wpływ na kolegów...”. W domu przy ulicy de la Glacière 20, gdzie mieszkał Barański i jego najbliżsi przyjaciele polityczni, tworzył się ośrodek nowych poczynań socjalistycznych. „W grupie glacierskiej – pisał Lorentowicz – Barański był niemal prorokiem. Podziwiali go nawet tacy, których drażniła jego bezwzględność”.
Tę jego aktywność na gruncie paryskim oraz postać sportretowała Gabriela Zapolska w osobie głównego bohatera Grzegorzewskiego w powieści "Zaszumi las" (t. 1-2 Lwów 1899).

## Odznaczony
W 1931 odznaczony pośmiertnie Krzyżem Niepodległości.

## Rodzina
Urodził się w rodzinie urzędnika kolejowego, Syn Piotra i Pauliny.

## Literatura
- Adam Próchnik, Leon Wasilewski, Barański Stanisław (1859-1891), Polski Słownik Biograficzny, t. 1, Kraków 1935, s. 289-290
- Lidia Ciołkoszowa, Zapomniany pionier, „Lewy Nurt”, zeszyt 1, lato 1966, Lewicowo.pl - wersja elektroniczna
- Jan Kancewicz, Barański Stanisław (1859-1891), Słownik biograficzny działaczy polskiego ruchu robotniczego, t. 1 A-D, Warszawa 1978, s.111-112